# ویکتور دپاراتاتوف

ویکتور دپاراتاتوف (انگلیسی: Viktor Deputatov؛ زادهٔ ۱۰ مهٔ ۱۹۶۱) بازیکن هاکی روی چمن اهل اتحاد جماهیر شوروی سوسیالیستی است.